# Туксен, Лауриц
Лауриц Туксен (дат. Laurits Tuxen; 9 декабря 1853, Копенгаген — 21 ноября 1927, Копенгаген) — датский художник и скульптор, придворный художник российского императора Александра III, профессор копенгагенской Академии художеств.

## Жизнь и творчество
Художественное образование получил в датской Королевской академии художеств, где учился вместе с другим классиком датского искусства, П. С. Крейером. Уже во время обучения в академии показал себя одним из наиболее одарённых учеников. В 1870 впервые посетил Скаген (впоследствии он был тесно связан с творческой группой Скагенские художники), затем (в 1880-х — 1890-х годах) много путешествовал по Европе. Во время этих поездок художник написал несколько портретов членов различных королевских фамилий, в том числе датского короля Кристиана IX, королевы Великобритании и Ирландии Виктории и российской императорской семьи. В 1880-х годах был первым руководителем Свободной художественной школы в Копенгагене, созданной группой художников, возмущённых закосневшим академизмом, преподаваемым в Королевской академии художеств. В 1901 году, после смерти своей первой жены Урсулы, вторично женился на норвежке Фредерике Трешоу и поселился с ней в Скагене, на севере Ютландии, в местной колонии художников. Вернувшись в Копенгаген, тем не менее летние месяцы проводил в Скагене, где запечатлевал на холсте местные пейзажи, цветы в саду, писал портреты членов своей семьи и друзей. Писал также полотна, посвящённые исторической тематике в живописи.
Похоронен на Западном кладбище Копенгагена.

## Галерея

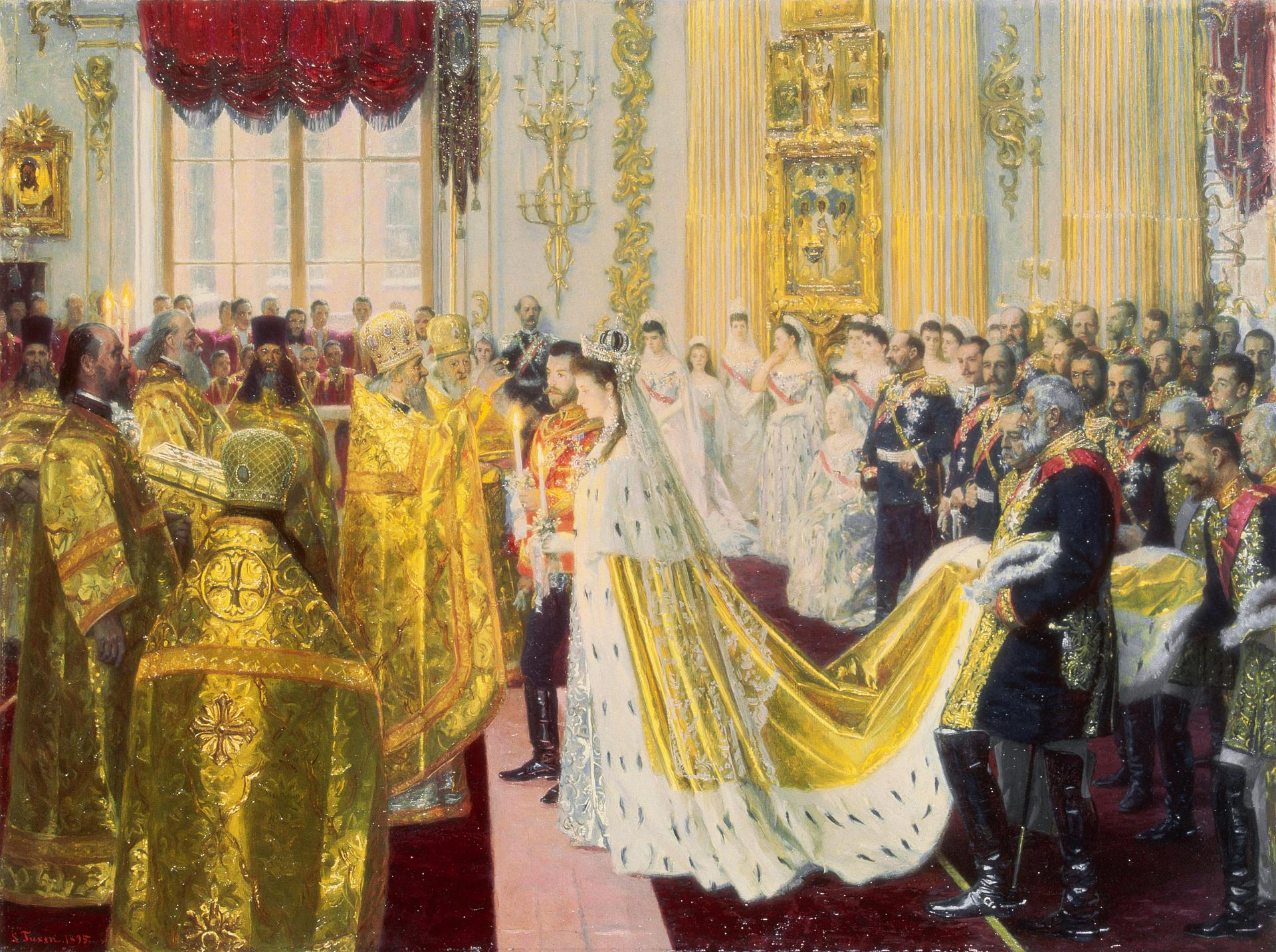
Свадьба цесаревича Николая
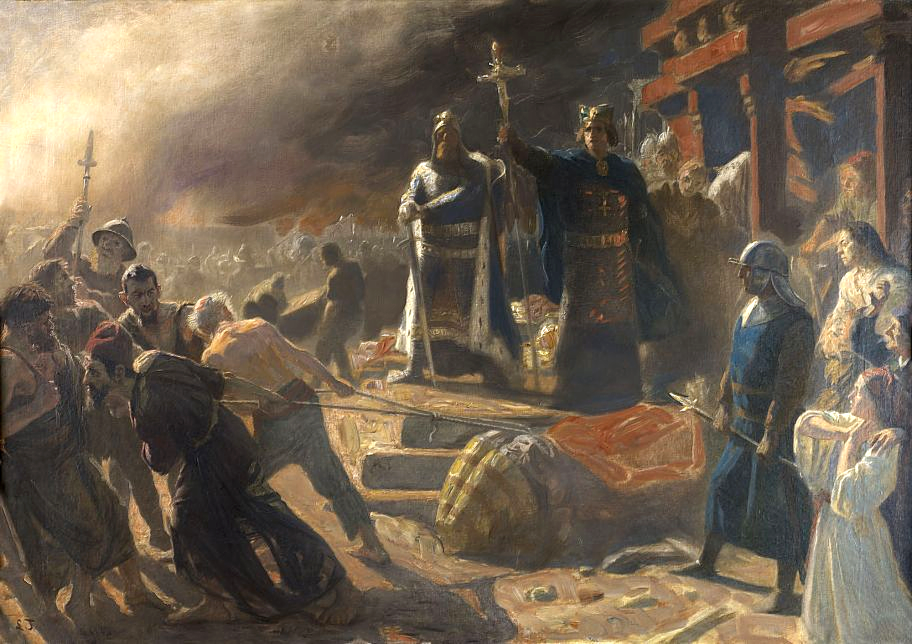
Епископ Абсалон разоблачает божество Святовита в Арконе
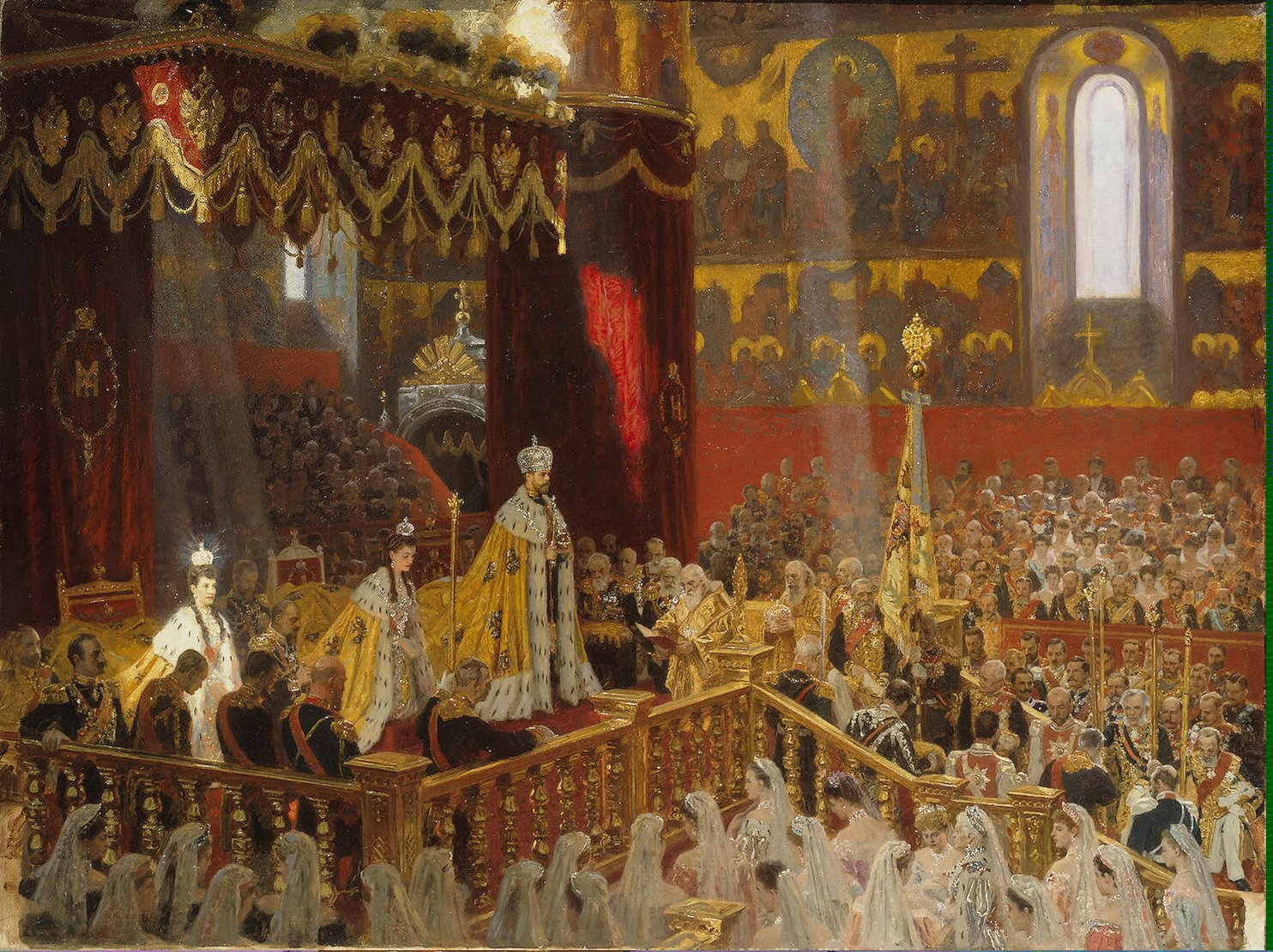
Коронация императора Николая II
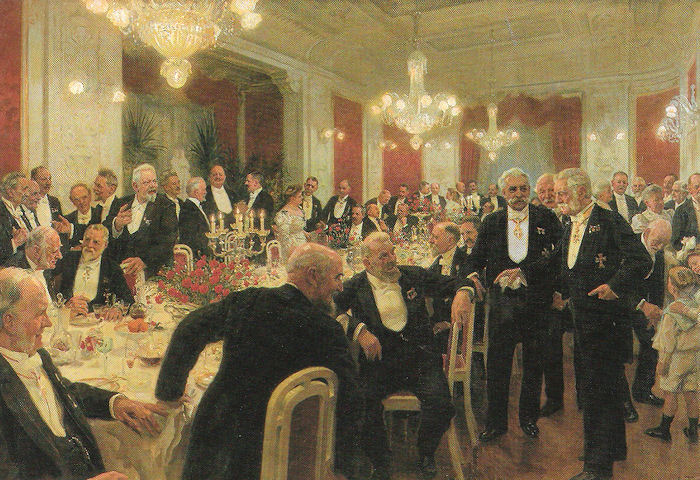
Банкет в честь юбилея семейной фирмы Мареско (1906)
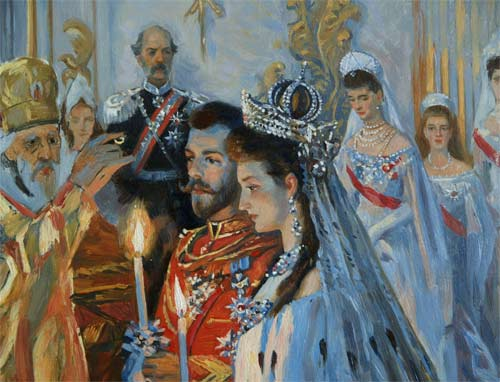
Венчание цесаревича Николая и Алисы Гессенской (1895)
Вынос утонувшего на берег (1913)
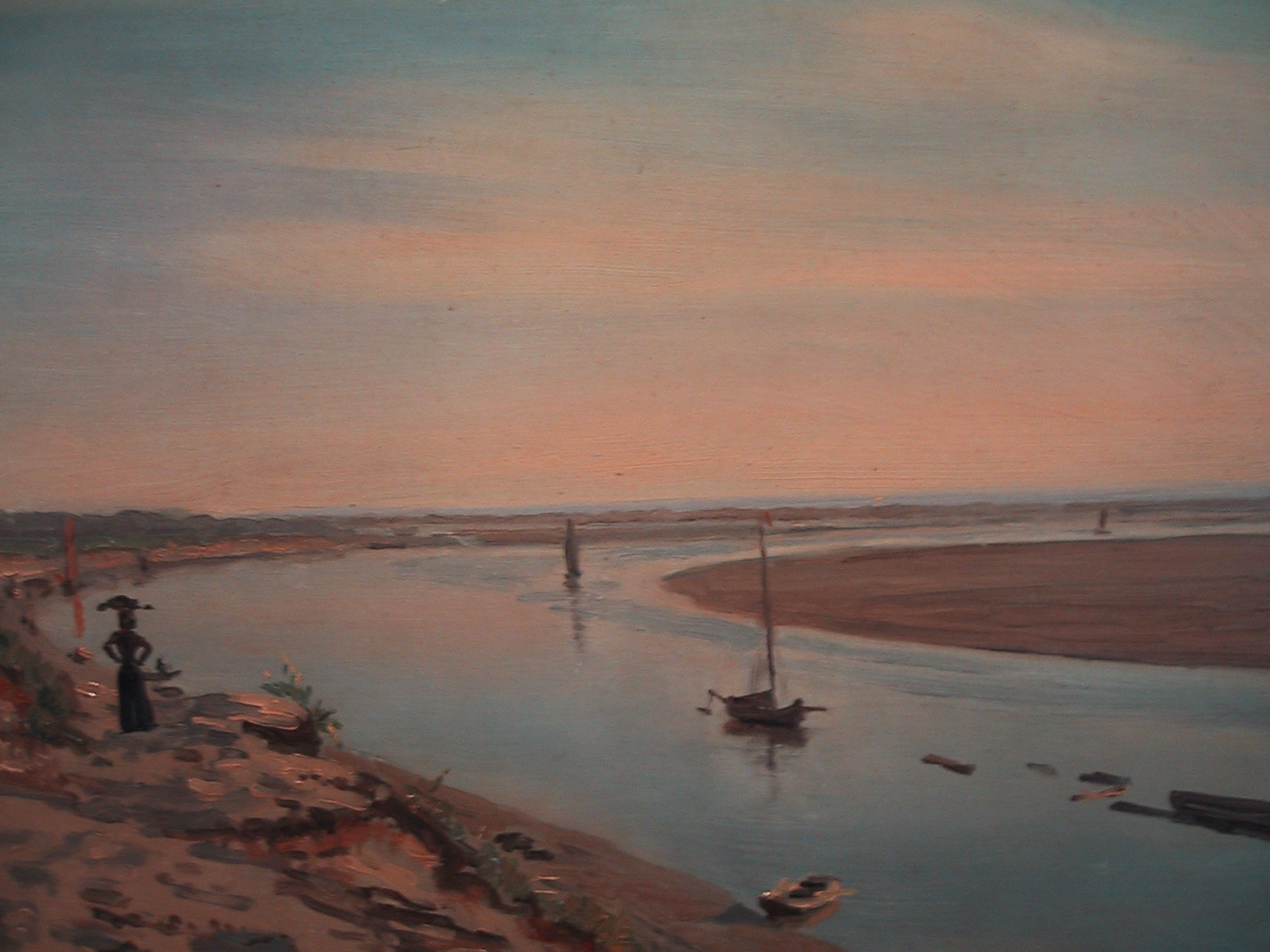
Вид на Нюминдегаб (1879)
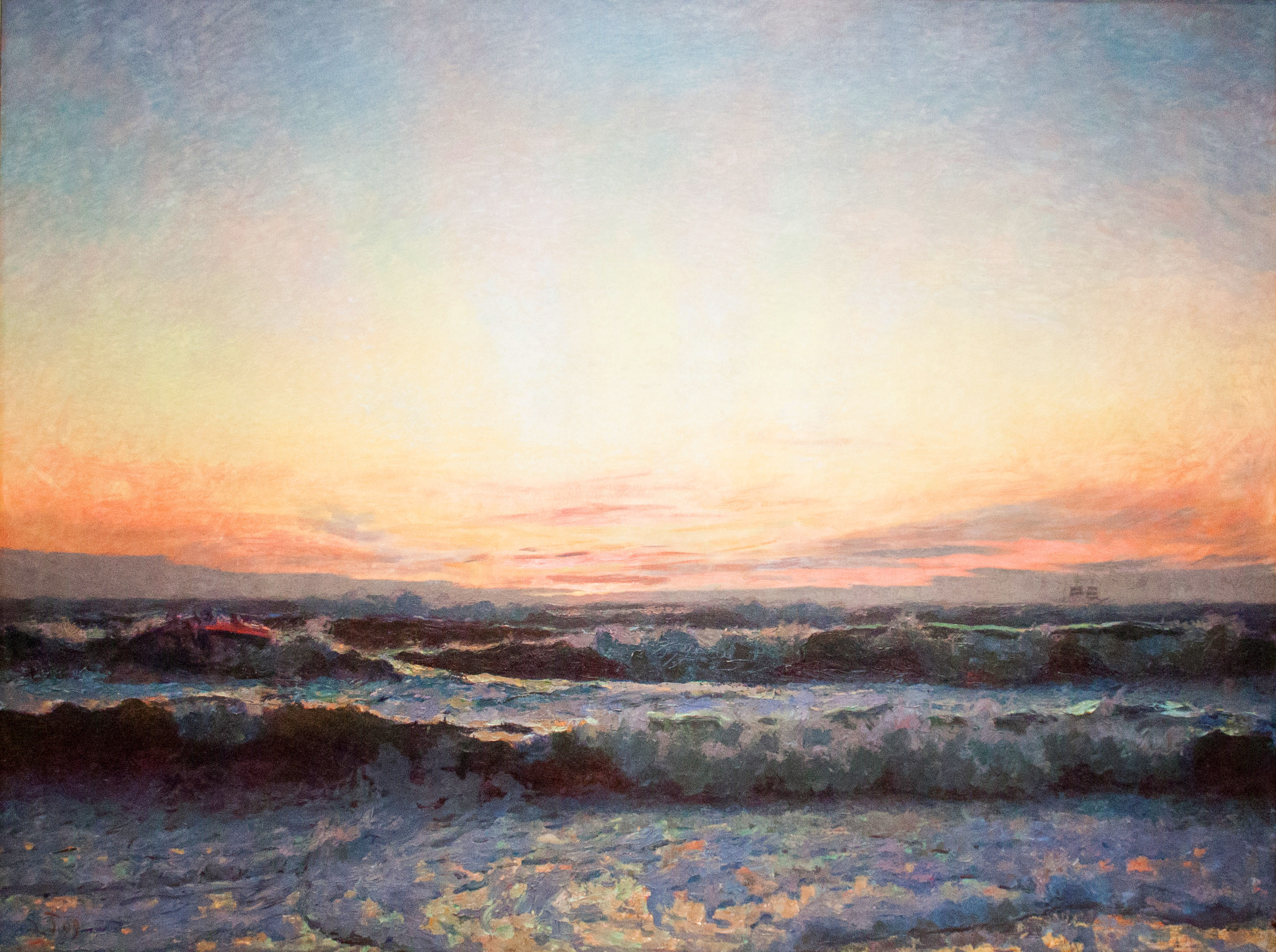
Северное море в шторм (1909)
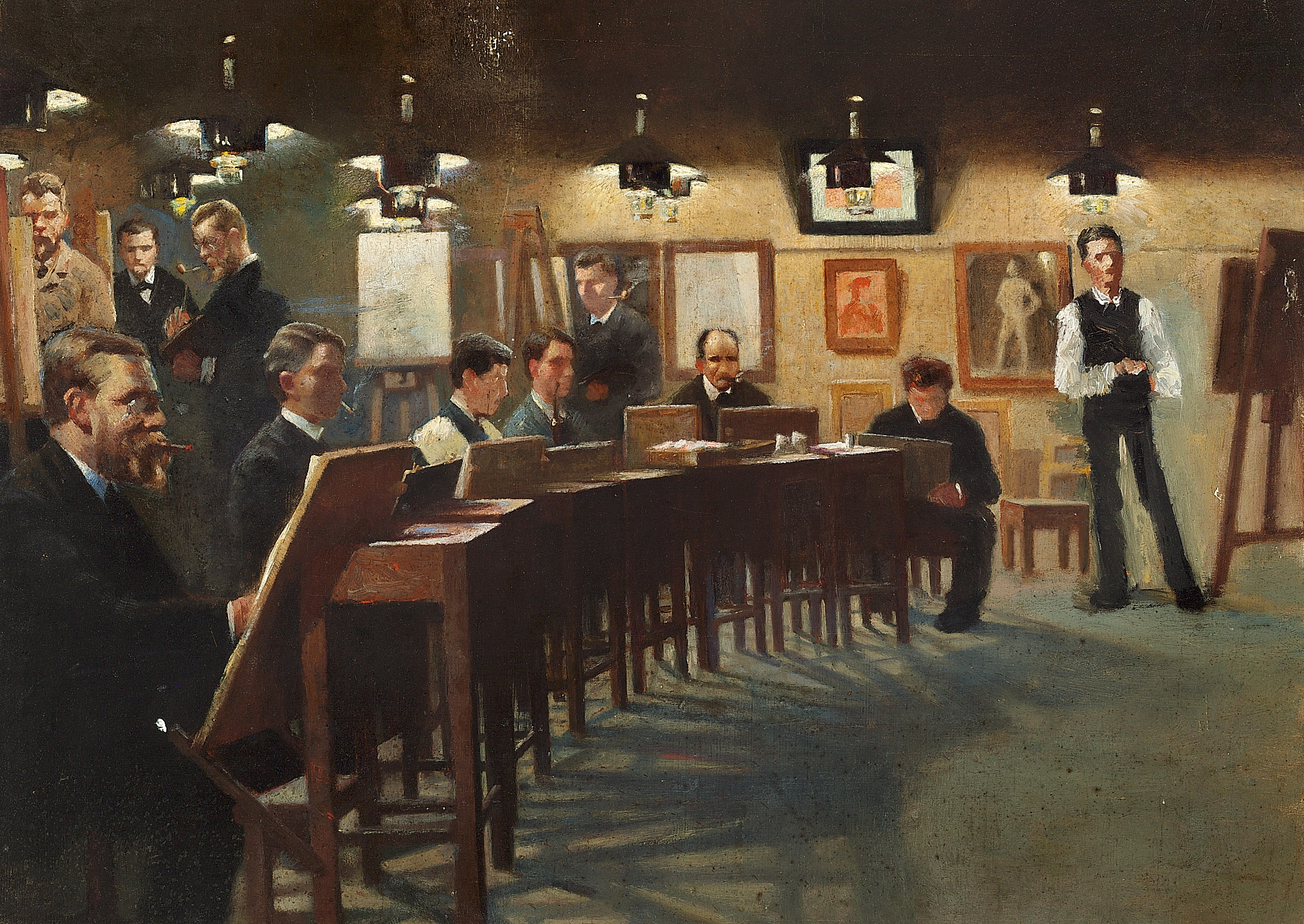
Школа в Хальмторвете (1883)
Портрет принцессы Тиры Датской с дочерью Ольгой (1885).
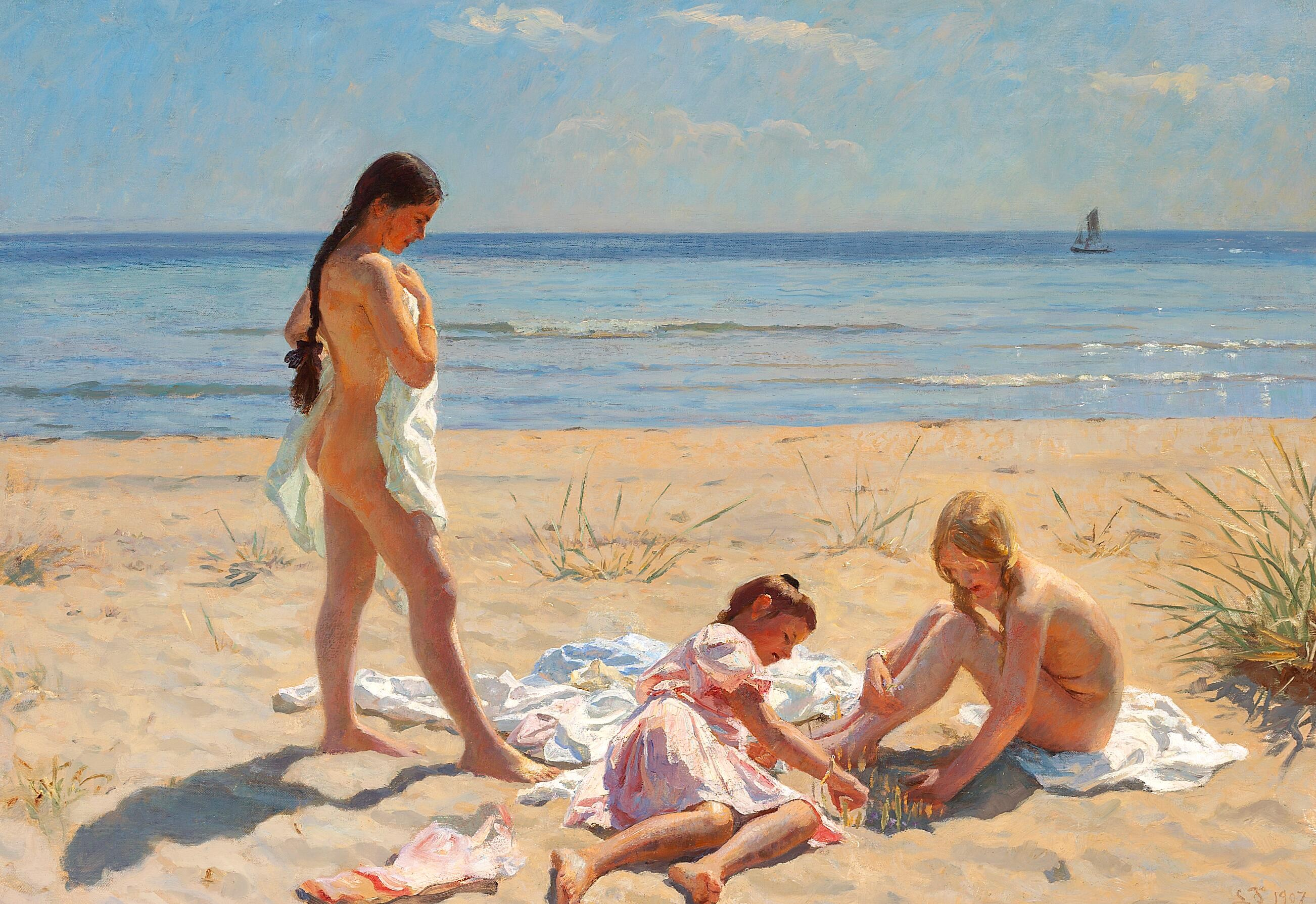
Летний день на пляже Скагена с тремя девочками (1907)